# Montes Haemus
Los Montes Haemus son una curvada cadena montañosa lunar, que forma la parte suroeste del borde de la cuenca del Mare Serenitatis, y que lo separan del Mare Vaporum. En el norte casi se une con los Montes Apenninus, una cordillera más alta, que se encuentra hacia el oeste. Su extremo este termina al noroeste del cráter Plinius. Hacia el norte, termina justo antes del espacio donde el Mare Serenitatis se une con el Mare Tranquillitatis.
Se cree que se formó hace unos 3700 millones de años, cuando un asteroide de unos 50-100 kilómetros de diámetro se estrelló con la Luna. Sus montañas tienen una altura de 2 a 3 kilómetros, aunque debieron ser mayores (de hasta 5 kilómetros) antes de que la cuenca del Mare Serenitatis se inundara de lava.